# Amt Friedland
Im Amt Friedland sind zwei Gemeinden und die Stadt Friedland zur Erledigung ihrer Verwaltungsgeschäfte zusammengeschlossen. Das Amt liegt im Osten des Landkreises Mecklenburgische Seenplatte in Mecklenburg-Vorpommern und grenzt an den Landkreis Vorpommern-Greifswald. Die Amtsgeschäfte liegen in den Händen der Stadtverwaltung Friedland.
Am 1. Januar 2003 wurde die bis dahin amtsfreie Stadt Friedland eingegliedert und der Amtsname von Amt Friedland-Land in Amt Friedland geändert. Zum 25. Mai 2014 wurden die bislang eigenständigen Gemeinden Eichhorst und Glienke nach Friedland eingemeindet, zum 26. Mai 2019 Genzkow.
Das Gebiet des Amtes Friedland ist vorwiegend landwirtschaftlich geprägt.

## Die Gemeinden mit ihren Ortsteilen
- Datzetal mit Bassow, Roga, Pleez, Sadelkow, Sadelkow Siedlung und Salow
- Stadt Friedland mit Bresewitz, Brohm, Cosa, Dishley, Eichhorst, Genzkow, Glienke, Heinrichswalde, Hohenstein,  Jatzke, Liepen, Mormannshof, Ramelow und Schwanbeck
- Galenbeck mit Friedrichshof, Klockow, Kotelow, Lübbersdorf, Rohrkrug, Sandhagen, Schwichtenberg und Wittenborn

## Politik

### Wappen, Flagge, Dienstsiegel
Das Amt verfügt über kein amtlich genehmigtes Hoheitszeichen, weder Wappen noch Flagge. Als Dienstsiegel wird das kleine Landessiegel mit dem Wappenbild des Landesteils Mecklenburg geführt. Es zeigt einen hersehenden Stierkopf mit abgerissenem Halsfell und Krone und der Umschrift „* AMT FRIEDLAND * LANDKREIS MECKLENBURGISCHE SEENPLATTE“.